# Estadio Nuevo Colombino
Het Estadio Nuevo Colombino is een voetbalstadion in Huelva, dat plaats biedt aan 21.670 toeschouwers. De vaste bespeler van het stadion is Recreativo Huelva.
Voetbal werd in Spanje geïntroduceerd in Huelva. Elk jaar vindt er het Trofeo Colombino plaatst, een toernooi dat veel aanzien geniet binnen Spanje. Het nieuwe stadion werd gebouwd in 2001 en verving het oude Estadio Colombino.